# Manduca brasiliensis
Manduca brasiliensis là một loài bướm đêm thuộc họ Sphingidae. M. brasilensis gặp ở Brasil.

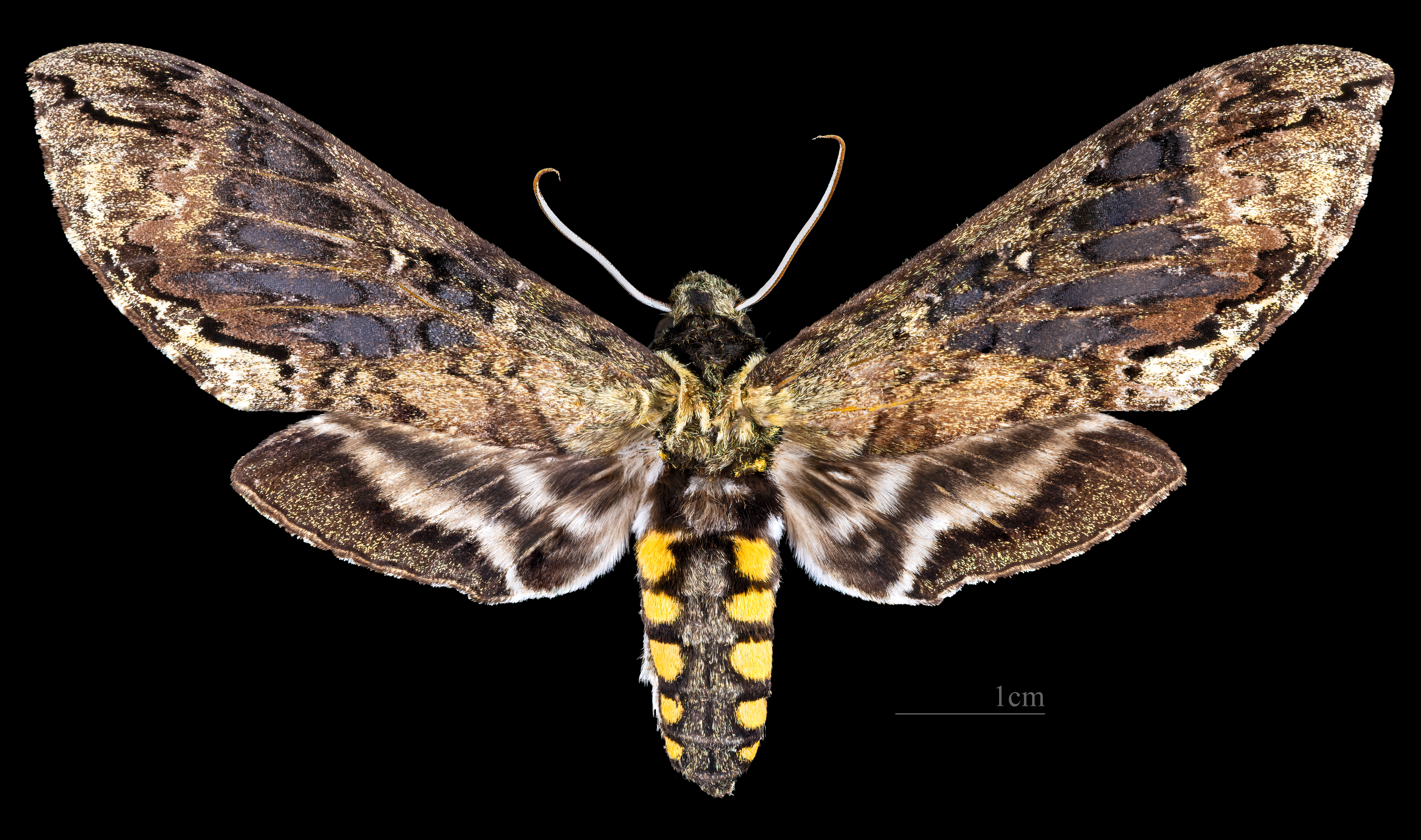
Manduca brasiliensis ♀
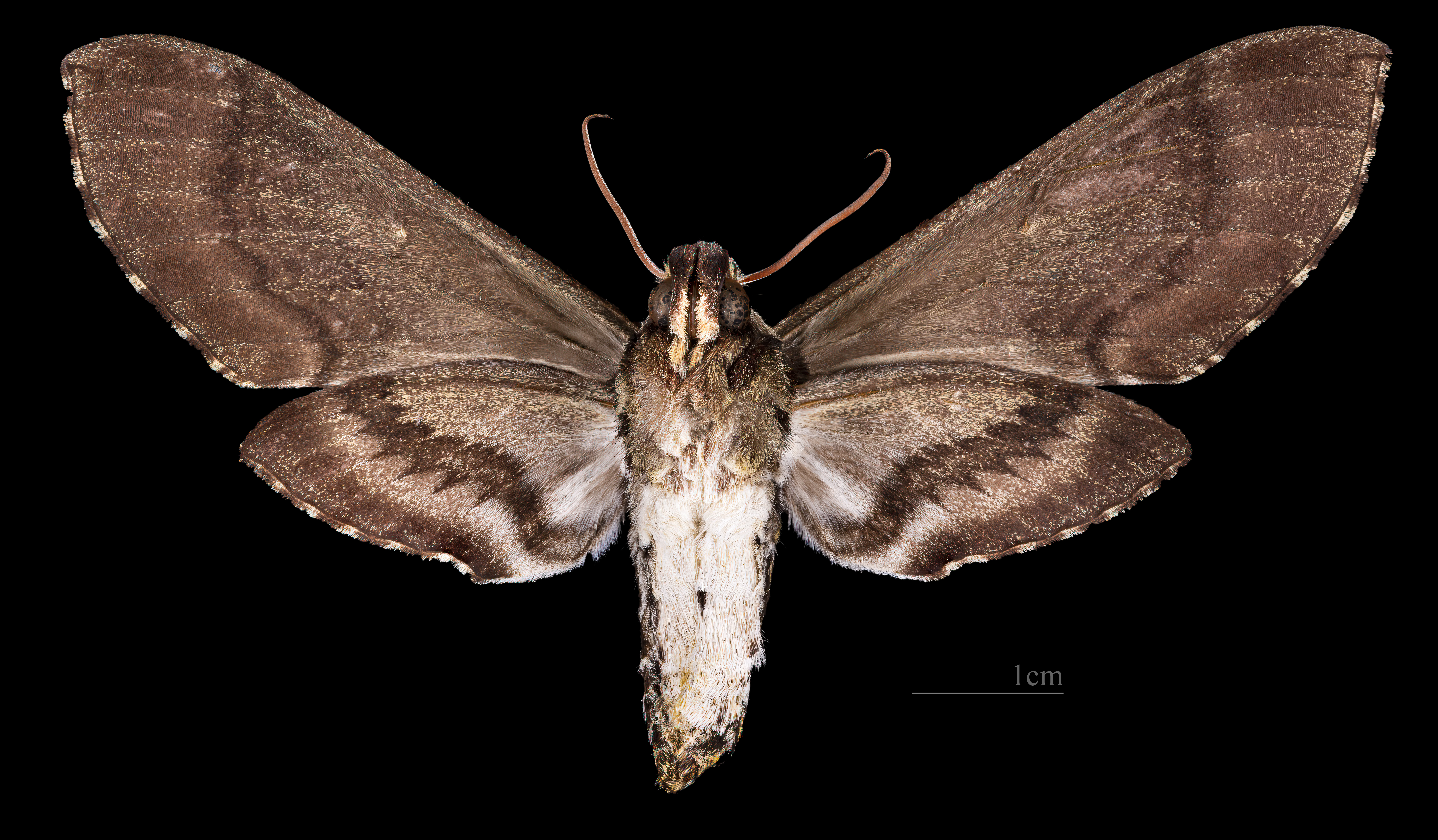
Manduca brasiliensis  ♀ △